# 羅惠美
羅惠美（韓語：나혜미，1991年2月24日—），韓國女演員、模特兒。

## 演藝經歷
離開裴勇俊的keyeast經紀公司後，2016年與Imagine Asia簽訂合約，與吳漣序、柳和榮等人成為同事。並參與吳漣序主演的《我的野蠻女友》、《奶酪陷阱電影版》折磨洪雪的學姐李多英一角的演出。2020年憑《不管誰說什麼》飾演金寶拉一角獲KBS演技大獎的日日劇部門女子優秀演技獎提名，為其演藝生涯中第四度獲演技大獎提名（繼《拜託了，夏天啊》（兩項提名）及《Drama Special－除去時機發光》）。

## 個人生活
2017年7月1日與韓國男歌手文晸赫（Eric）結婚。2022年8月，韓媒證實其懷孕消息。 2023年3月1日產下一子。

## 演出作品

### 電視劇
- 2006年：MBC《飛越彩虹》飾演 權智慧
- 2006年：MBC《最佳劇場－相處嗎青春》飾演 阿量
- 2006年：MBC《不可阻擋的High Kick》飾演 羅惠美
- 2013年：KBS《乘著歌聲的愛情》飾演 鄭海英
- 2017年：SBS《我的野蠻女友》飾演 寶英
- 2018年：KBS《我唯一的守護者》飾演 金美蘭
- 2019年：KBS《拜託了，夏天啊》飾演 王金珠
- 2019年：KBS《Drama Special－除去時機發光》飾演 莫安娜
- 2020年：KBS《不管誰說什麼》飾演 金寶拉

### 電影
- 2001年：《打回頭的情書》飾演 恩洛
- 2018年：《奶酪陷阱》飾演 李多英
- 2018年：《Mensore! 一間食堂》

### MV
- 2010年：BUZZ《Buzzing Rock》（與丁義澈）
- 2010年：Untouchable《活在心中》

### 代言
- 2016年：奥丽侬集团-兰诗小铺 品牌形象代言人

## 外部連結
- NAVER （页面存档备份，存于）
- 羅惠美的Instagram帳戶